# The Dark Knight (parcs Six Flags)
Ne doit pas être confondu avec Batman - The Dark Knight (Six Flags New England).
The Dark Knight sont des montagnes russes en intérieur de type wild mouse présentes dans trois parcs Six Flags. Elles ont ouvert pour la première fois en 2008, la même année que le film The Dark Knight : Le Chevalier noir, dont l'attraction est inspirée.

## Historique

### Six Flags Great Adventure
Pour permettre la construction de The Dark Knight, deux attractions, Batman and Robin: The Chiller et Movietown Water Effect, ont été enlevées. L'attraction a ouvert le 15 mai 2008.

### Six Flags Great America
Pour la construction de The Dark Knight, le Theater Royale a été transformé en gare Gotham City. L'attraction a ouvert le 21 mai 2008.

### Six Flags México
En février 2008, la construction de l'attraction a commencé à Six Flags New England, mais a été interrompue parce que le parc n'avait pas tous les permis de construire. Elle a été déplacée à Six Flags México, et a ouvert le 19 mars 2009.

## Parcours
Après la zone d'attente à l'extérieur, les visiteurs entrent dans une salle où une télévision diffuse une conférence de presse du procureur Harvey Dent (Double-Face). Un des journalistes pose des questions sur les cartes Joker trouvées sur les lieux de crimes des dernières années. Juste après, le Joker se détourne de la diffusion TV et ses messages (tels que "HA HA!") apparaissent sur les murs de la salle.
L'attraction se compose de plusieurs virages en épingle et de chutes soudaines et des bâtiments de Gotham City sont placés à côté de la piste. Le circuit est celui d'une wild mouse.